# Zeche Vereinigte Engelsburg
Die Zeche Vereinigte Engelsburg ist ein ehemaliges Steinkohlebergwerk im Stadtteil Eppendorf im Bochumer Stadtbezirk Wattenscheid. Sie geht auf den 1738 gegründeten Stollenbetrieb Storksbank zurück, der 1830 umbenannt wurde.

## Zeche Storksbank
Das erste Stollenmundloch dieser Anlage entstand 1738 an einem Nebenzufluss des Grenzgrabens bei Eppendorf. 1740 wurde ein Stollenschacht niedergebracht der 13 Meter Teufe erreichte. Anno 1782 entstand der Stollenschacht „Paul“ mit 15 Metern Tiefe, es folgten die Schächte „Hoffnung“, „Luise“, „Wilhelm“ und „Zuversicht“. Diese Behelfsanlagen trieben die Jahresförderung bis 1796 auf 4.000 Tonnen. 1829 konsolidierte die Zeche Storksbank mit anderen Gewerken, ab dem 1. Januar 1830 wurde der Name Vereinigte Engelsburg geführt.

## Die Anfänge der Zeche Vereinigte Engelsburg
1833 ging „Engelsburg“ zum Tiefbau über, Schacht 1 war bis 1848 in Betrieb. Im selben Jahr wurde er vom Schacht Hector abgelöst, der bis zu einem Wassereinbruch 1867 in Förderung war.
1867 war der tonnlägige Schacht Wilhelmsbank Hauptförderschacht. Ein Jahr später erhielt die Zeche einen Pferdebahn-Anschluss. 1875 wurde ein neuer Schacht „Engelsburg 1“ geteuft. Fortan war die Schachtanlage an der heutigen Engelsburger Straße zuhause, an deren Einmündung auf die heutige Essener Straße, im nördlichen Teil der Gemeinde Eppendorf. Am 21. September 1875 wurde die Anschlussbahn zum Rangierbahnhof Bochum der Bergisch-Märkischen Eisenbahn-Gesellschaft (BME) abgenommen. Durch die Angliederung der Gesellschaft für Stahlindustrie an den Bochumer Verein im Jahr 1889 diente die Zeche zur Kohleversorgung des bedeutenden Stahlunternehmens.

## Modernisierung und Expansion
Ab 1900 wurde der Übertage- und Untertagebetrieb großzügig modernisiert. So wurden ab 1904 die ersten Fahrdraht-Lokomotiven im Untertagetransport im gesamten Ruhrgebiets auf Engelsburg eingesetzt. Anno 1900 entstand eine Brikettfabrik für Voll- und Würfelbriketts mit insgesamt 115 t/h und später eine weitere Eierbrikettfabrik mit 230 t/h Durchsatz. 1909 wurde der Schacht Engelsburg 2 abgeteuft. Im Zuge der Eingemeindungen 1926 wurden zwar Eppendorf und Höntrop von Wattenscheid eingemeindet. Der östliche Teil von Höntrop, mit dem Werk Höntrop des Bochumer Verein, sowie der nördliche Teil von Eppendorf, und damit die Zeche Engelsburg, wurden nach Bochum umgemeindet, und waren seitdem ein Teil der Gemarkung Weitmar. Von der Firmenspitze des Bochumer Verein und der Stadtspitze Bochums war es der Wunsch, das alle Betriebe des Bochumer Verein in Bochum sein sollten.
Die höchste Jahresförderung erreichte man 1929 mit 869.000 Tonnen bei 2.640 Beschäftigten. Am 31. März 1931 wurde Engelsburg durch einen Wassereinbruch geflutet und musste sieben Monate lang die Förderung einstellen. Das Wasser war aus dem Grubenfeld der kurz zuvor stillgelegten Nachbarzeche Vereinigte General & Erbstollen gekommen. 1937 erhielt „Engelsburg“ die Berechtsame auf die verbliebenen Esskohle-Bestände der Zeche „General & Erbstollen“. Dadurch maß das Grubenfeld der Zeche 8 Quadratkilometer.
Ab 1954 wurde die Zeche nur noch Engelsburg genannt, 1956 wurde Wetterschacht „Engelsburg 3“ weitergeteuft, um als Seilfahrt dienen zu können. 1961 wurde die Zeche stillgelegt.

## Der heutige Zustand
Auf dem Gelände der Zeche Engelsburg befindet sich heute ein Betriebshof für Straßenbahnen der BOGESTRA. Die Zechenmauer an der Engelsburger Straße ist teilweise noch erhalten geblieben. Weitere Teile der ehemaligen Betriebsfläche ist südlich der BOGESTRA Brachland.
An die Zeche erinnern auch etliche Informationstafeln des Bergbauwanderwegs Wattenscheid-Eppendorf. Eine Tafel steht vor dem Betriebsgelände, andere an den früheren Betriebsorten.